# Acalypha hernandifolia
Acalypha hernandifolia é uma espécie de flor do gênero Acalypha, pertencente à família Euphorbiaceae.